# Caro (Michigan)
Pour les articles homonymes, voir Caro.
Caro est une cité située dans l’État américain du Michigan. Elle est le siège du comté de Tuscola. Selon le recensement de 2020, sa population est de 4 328 habitants.